# کلی ویلیس
کلی ویلیس (انگلیسی: Kelly Willis؛ زادهٔ ۲ اکتبر ۱۹۶۸) خواننده-ترانه‌پرداز اهل ایالات متحده آمریکا است. وی از سال ۱۹۹۰ میلادی تاکنون مشغول فعالیت بوده است.
از فیلم‌ها یا برنامه‌های تلویزیونی که وی در آن نقش داشته است می‌توان به باب رابرتز اشاره کرد.